# Pong
A Pong egy videójáték az Atari cégtől, amely először 1972-ben került a játéktermekbe. 
A játék a teniszt vagy asztaliteniszt szimulálja; a játékosok egy labdát ütögetnek egymásnak és pontokat szereznek, ha az ellenfél nem tudja visszaütni a labdát.

## Története
A játékot működtető gépet először az Andy Capp's Tavern helyi kocsmában helyezték üzembe a készítők, ahol már akkor nagy népszerűségre tett szert. Később, mint minden sikeres videójátékból, a Pongból is rengeteg másolat, úgynevezett klón készült. Az Atari úgy érezte, hogy ha fel akarják venni a versenyt a másolatokkal, akkor jobbat kell alkotni, így több folytatást készítettek: Super Pong, Pin-Pong, Ultra Pong, Quadrapong, Pong Doubles.
Ezek a játékok megtartották az eredeti Pong alapkoncepcióját, a játékmenetben viszont olyan változtatásokat vezettek be, mint hogy a Pong Double esetén a négy játékos kétfős csapatban küzdhet egymás ellen, vagy a Quadrapong már a négy játékos egymás elleni küzdelmét is lehetővé tette a játéktér négy felé osztásával. A játék később rengeteg másik platformra is átkerült: Nintendo, PSP, személyi számítógép (PC), és sok egyéb. A Pong mára már kultikus népszerűségű lett, hivatkozási alap más videójátékokban és televíziós műsorokban.

## Játékmenete

A Pong játék képernyője működés közben. A kétoldalt látható vonalak (ütők, angolul: paddle) irányításával kell a játékosoknak visszaütni a pontot (labdát). A pontszámok a felső sarokban jelennek meg.

A Pong egy kétdimenziós sportjáték, amely az asztaliteniszt szimulálja, a neve is az asztalitenisz ping-pong szinonimájából származik. A játékos a játékban lévő ütőt úgy irányítja, hogy függőlegesen mozgatja azt a képernyő jobb vagy bal oldalán. A játéknak két üzemmódja van: egy játékos játszhat a gép ellen, 
és két játékosok versenyezhet egymás ellen. A játékosok a saját térfelükön fel-le mozgó ütők segítségével oda-vissza ütik a labdát. A cél az, hogy mindkét játékos előbb érjen el tizenegy pontot, mint az ellenfél; pontokat akkor kapnak, ha az egyik nem tudja visszaütni a labdát a másiknak.

## Története
A Pong volt az első játék, amelyet az Atari fejlesztett ki. A Computer Space elkészítése után Nolan Bushnell és Ted Dabney úgy döntött, hogy céget alapít, ami más cégeknek fejleszt játékokat licencjogokkal. Ez a cég lett az Atari. Nem sokkal az alapítás után Bushnell felvette Allan Alcornt az elektrotechnikával és az informatikával kapcsolatos tapasztalatai miatt, akivel az Ampex elektronikai cégnél korábban már dolgoztak együtt. Az Atari-nál végzett munka előtt az Alcornnak nem volt tapasztalata a videójátékokkal kapcsolatban, ezért Bushnell adott neki egy projektet, amelyet titokban bemelegítő gyakorlatnak szántak. Bushnell elmondta az Alcornnak, hogy szerződése van a General Electric céggel egy termékre, és felkérte Alcornt, hogy készítsen egy egyszerű játékot egy mozgó ponttal, két ütővel és számjegyekkel a pontszámok megőrzéséhez. 
2011-ben Bushnell egy interjúban elmesélte, hogy a játékot az elektronikus tenisz korábbi változatai ihlették, elmondása szerint 1964-ben mialatt az egyetemere járt, játszott egy PDP–11 számítógépen a teniszjáték egyik verziójával. 2008-ban egy Alcornnal készült interjúban, ő úgy emlékezett vissza, hogy Bushnell a Magnavox Odyssey teniszjátékát látva jött elő a játék ötletével. 1972 májusában Bushnell meglátogatta a kaliforniai Burlingameben található Magnavox Profit Caravant, ahol kipróbálta a Magnavox Odyssey játékgépet, nevezetesen az asztalitenisz játékot. Habár úgy gondolta, hogy a játék a rossz megvalósítás miatt nem volt élvezhető, adódott az ötlet, amivel megbízta Alcornt.
Alcorn először Bushnell korábbi, Computer Space játékának kapcsolási rajzait tekintette át, de átláthatatlannak bizonyult számára. A tranzisztor-tranzisztor logika (TTL) és Bushnell játékának ismeretei alapján saját terveket készített. Az alapjátékot túl unalmasnak érezte, ezért további funkciókat adott hozzá, hogy minél vonzóbbá tegye a játékot. Az ütőt nyolc részre osztotta, hogy megváltoztassa a labda visszatérési szögét. Például a középső szegmensek a ütőre merőlegesen adják vissza a labdát, míg a külső szegmensek a szélek felé haladva egyre kisebb szögben. A labda mozgásának sebességét növelte, minél tovább maradt az a játékban, és csak akkor állt vissza a labda sebessége, ha elhagyta a pályát. Egy jellemzője volt a játéknak, hogy az ütőket nem lehetett teljesen a képernyő széléig mozgatni. Ezt a „hibát” az egyik elektronikai alkatrész sajátossága okozta, Alcorn viszont végül úgy döntött, hogy ezt nem küszöböli ki, és ezzel is nehezebbé teszi a játékot. Elképzelése szerint ezzel korlátozhatja a játékidőt, hiszen két ügyes játékos különben örökké játszhatna.
Három hónapos fejlesztés után Bushnell elmondta az Alcornnak, hogy azt szeretné, ha a játék valósághű hanghatásokat és zúgó tömeget tartalmazna. Dabney azt akarta, hogy a játék "bú" és "hiszti" legyen, amikor egy játékos elvesztett egy kört. Az Alcorn számára korlátozott hely állt rendelkezésre a szükséges elektronikához, és nem volt tisztában azzal, hogyan lehet ilyen hangokat digitális áramkörökkel létrehozni. A szinkron generátor ellenőrzése után felfedezte, hogy az különböző hangokat generálhat, és ezeket felhasználta a játék hanghatásaihoz. A prototípus elkészítéséhez az Alcorn megvásárolt egy helyi üzletből egy 75 dolláros Hitachi fekete-fehér televíziót, elhelyezte azt egy 1,2 méteres fából készült szekrényben, és a vezetékeket táblákra forrasztotta a szükséges áramkörök létrehozásához. A prototípus annyira lenyűgözte Bushnellt és Dabney-t, hogy úgy érezték, jövedelmező termék lehet, és úgy döntöttek, hogy tesztelik annak piacképességét.

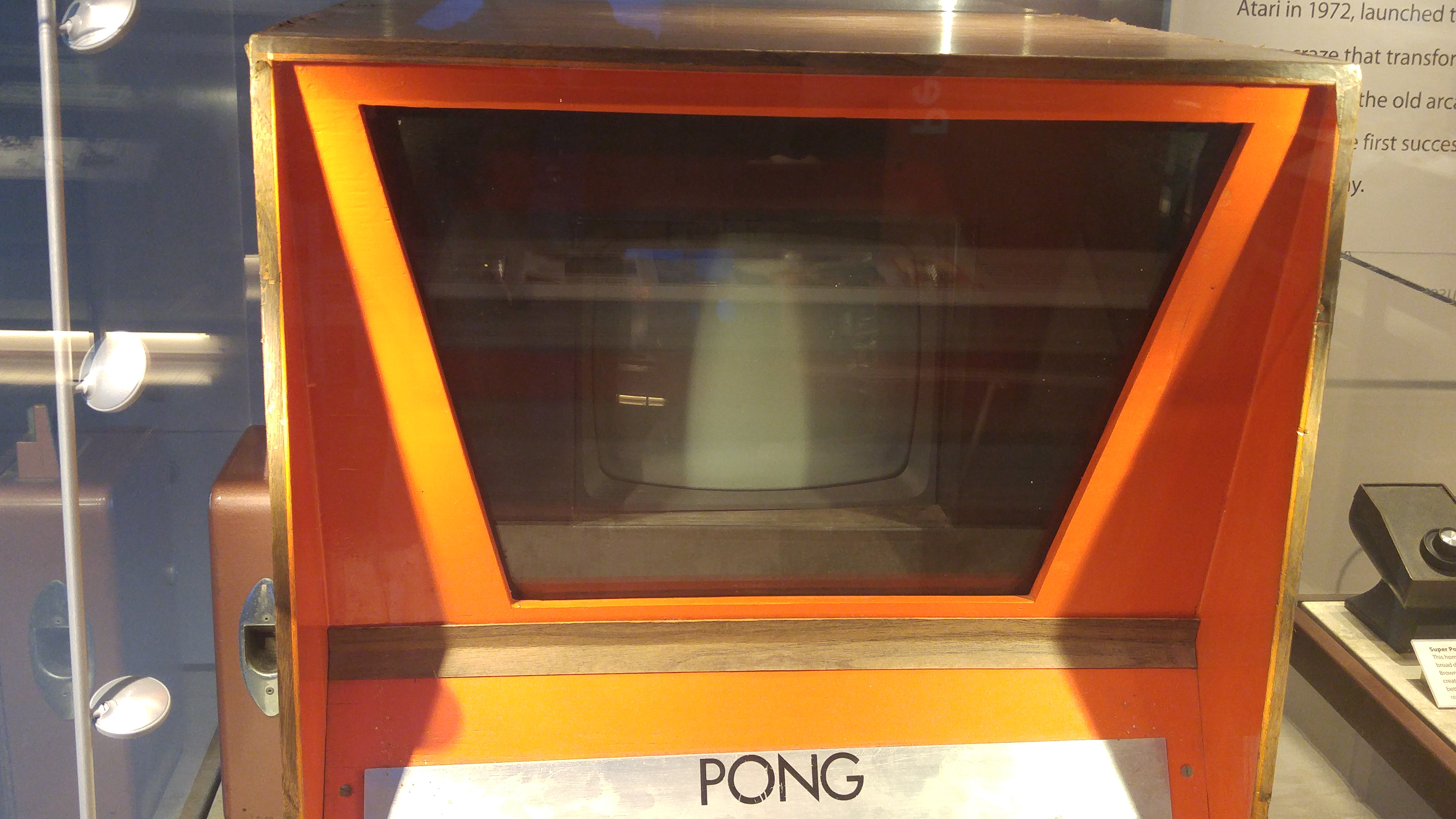
Az Andy Capp's Tavern kocsmában használt Pong játékgép prototípus.

1972 augusztusában Bushnell és Alcorn telepítette a Pong prototípust egy helyi bárban, Andy Capp tavernájában. Az ügyvédi kamarat azért választották, mert jó kapcsolatban állnak a bár tulajdonosával és vezetőjével, Bill Gaddisszal; Atari flippergépeket szállított Gaddisnek. Bushnell és Alcorn elhelyezték a prototípust az egyik asztalon, a többi szórakoztató gép közelében: zenegép, flipper és Computer Space. A játékot az első este jól fogadták, és népszerűsége a következő másfél hétben tovább nőtt. Bushnell ezután üzleti útra indult Chicagóban, hogy bemutassa Pongot a Bally és a Midway Manufacturing vezetőinek; a Pong-ot a Ballyval kötött szerződés teljesítéséhez kívánta használni, nem pedig a vezetési játékot. Néhány nappal később a prototípus technikai kérdéseket kezdett mutatni, és Gaddis felvette a kapcsolatot Alcorn-nal annak kijavítására. A gép átvizsgálásakor Alcorn rájött, hogy a probléma az érmemechanizmus túlcsordult a negyedekkel.
Miután meghallotta a játék sikerét, Bushnell úgy döntött, hogy az Atari számára nagyobb haszon lesz a játék gyártása, mint licencelése, de Bally és Midway érdeklődését már felkeltették. Bushell úgy döntött, hogy mindkét csoportot tájékoztatja arról, hogy a másik érdektelen – Bushnell azt mondta a Bally vezetőinek, hogy a Midway vezetői nem akarták, és fordítva – megőrizzék a kapcsolatokat a jövőbeli ügyletekhez. Bushnell kommentjének meghallgatása után a két csoport elutasította ajánlatát. Bushnellnek nehézségei voltak Pong pénzügyi támogatására; a bankok a flipper változatának tekintették, amelyet abban az időben a lakosság társított a maffiához. Az Atari végül hitelkeretet kapott a Wells Fargótól, amelyet létesítményeinek bővítésére használt fel egy összeszerelő sor elhelyezésére. A vállalat 1972. november 29-én jelentette be a Pongot. A menedzsment szerelőket keresett a helyi munkanélküliségi irodába, de nem tudta tartani a keresletet. Az első előállított játéktermi szekrényeket nagyon lassan, naponta körülbelül tíz gépet szerelték össze, amelyek közül sok sikertelen volt a minőségvizsgálaton. Az Atari végül korszerűsítette a folyamatot, és elkezdte nagyobb mennyiségben gyártani a játékot. 1973-ra külföldi partnerek segítségével más országokba kezdték szállítani a Pongot.

## Otthoni verzió
A Pong sikere után Bushnell új termékek létrehozására ösztönözte alkalmazottait. 1974-ben Harold Lee, az Atari mérnöke javaslatot tett a Pong otthoni változatára, amely egy televízióhoz csatlakozik: a Home Pong-hoz. A rendszer fejlesztését Darlene kódnéven kezdték meg, amelyet az Atari egyik alkalmazottjáról neveztek el. Alcorn Lee-vel együttműködve fejlesztette ki a terveket és a prototípust, és ugyanazon digitális technológiára alapozta őket, mint az arcade játékokban. Kettő műszakban dolgozott, hogy időt és pénzt takarítson meg; Lee a nap folyamán dolgozott a tervezés logikáján, míg Alcorn esténként debuggolta a terveket. A tervek jóváhagyása után Bob Brown, az Atari mérnöke segített Alcornnak és Lee-nek a prototípus elkészítésében. A prototípus egy fából készült talapzathoz rögzített, több mint száz vezetéket tartalmazó eszközből állt, amelyet végül egyetlen Alcorn és Lee által tervezett chipre cseréltek; a chipet még nem kellett tesztelni és megépíteni a prototípus elkészítése előtt. A chip 1974 második felében készült el, és akkoriban ez volt a fogyasztási cikkekben használt legjobban teljesítő chip.
Bushnell és Gene Lipkin, az Atari értékesítési alelnöke megkeresték a játék- és elektronikai kiskereskedőket, hogy adják el a Home Pong-ot, de elutasították őket. A kiskereskedők úgy vélték, hogy a termék túl drága, és nem fogja érdekelni a fogyasztókat. Az Atari felvette a kapcsolatot a Sears Sport cikkekkel, miután észrevette a Magnavox Odyssey hirdetést katalógusa sportcikkek rovatában. Az Atari munkatársai megbeszélték a játékot egy képviselővel, Tom Quinn-lel, aki lelkesedését fejezte ki és exkluzív üzletet ajánlott a cégnek. Abban a hitben, hogy másutt is találhatnak kedvezőbb feltételeket, az Atari vezetői visszautasították és folytatták a játék kiskereskedőinek folytatását. 1975 januárjában az Atari munkatársai felállítottak egy Home Pong standot az amerikai játékszer vásáron (a vásáron) New Yorkban, ám az egység magas ára miatt sikertelenül kérték a megrendeléseket.
A kiállításon ismét találkoztak Quinn-nel, és néhány nappal később megbeszélést szerveztek vele, hogy beszerezzék az eladási megrendelést. A Sportcikkek osztályának jóváhagyása érdekében Quinn azt javasolta, hogy Atari mutassa be a játékot a chicagói vezetőknek. Alcorn és Lipkin a Sears-toronyba utaztak, és annak ellenére, hogy az épület tetején található antennával kapcsolatban a játékkal azonos csatornán sugárzott technikai nehézségek merültek fel, jóváhagyást kaptak. Bushnell elmondta a Quinn-nek, hogy a karácsonyi szezonra 75 000 darabot tud előállítani; Quinn azonban az összeg dupláját kérte. Bár Bushnell tudta, hogy Atarinak nincs kapacitása 150 000 darab gyártására, egyetértett vele. Az Atari a kockázatitőke-befektető Don Valentine által megszerzett finanszírozás révén új gyárat szerzett. Jimm Tubb felügyelete alatt a gyár teljesítette a Sears megrendelést. Az első gyártott egységeket Sears "Tele-Games" névvel látták el. Az Atari később, 1976-ban, saját márkanév alatt adott ki egy verziót.

## Magnavox konzol
A Pong sikere után Bushnell új termékek létrehozására ösztönözte alkalmazottait. 1974-ben Harold Lee, az Atari mérnöke javaslatot tett a Pong otthoni változatára, amely egy televízióhoz csatlakozik: a Home Pong-hoz. A rendszer fejlesztését Darlene kódnéven kezdték meg, amelyet az Atari egyik alkalmazottjáról neveztek el. Alcorn Lee-vel együttműködve fejlesztette ki a terveket és a prototípust, és ugyanazon digitális technológiára alapozta őket, mint az arcade játékokban. Kettő műszakban dolgozott, hogy időt és pénzt takarítson meg; Lee a nap folyamán dolgozott a tervezés logikáján, míg Alcorn esténként debuggolta a terveket. A tervek jóváhagyása után Bob Brown, az Atari mérnöke segített Alcornnak és Lee-nek a prototípus elkészítésében. A prototípus egy fából készült talapzathoz rögzített, több mint száz vezetéket tartalmazó eszközből állt, amelyet végül egyetlen Alcorn és Lee által tervezett chipre cseréltek; a chipet még nem kellett tesztelni és megépíteni a prototípus elkészítése előtt. A chip 1974 második felében készült el, és akkoriban ez volt a fogyasztási cikkekben használt legjobban teljesítő chip.
Bushnell és Gene Lipkin, az Atari értékesítési alelnöke megkeresték a játék- és elektronikai kiskereskedőket, hogy adják el a Home Pong-ot, de elutasították őket. A kiskereskedők úgy vélték, hogy a termék túl drága, és nem fogja érdekelni a fogyasztókat. Az Atari felvette a kapcsolatot a Sears Sport cikkekkel, miután észrevette a Magnavox Odyssey hirdetést katalógusa sportcikkek rovatában. Az Atari munkatársai megbeszélték a játékot egy képviselővel, Tom Quinn-lel, aki lelkesedését fejezte ki és exkluzív üzletet ajánlott a cégnek. Abban a hitben, hogy másutt is találhatnak kedvezőbb feltételeket, az Atari vezetői visszautasították és folytatták a játék kiskereskedőinek folytatását. 1975 januárjában az Atari munkatársai felállítottak egy Home Pong standot az amerikai játékszer vásáron (a vásáron) New Yorkban, ám az egység magas ára miatt sikertelenül kérték a megrendeléseket.
A kiállításon ismét találkoztak Quinn-nel, és néhány nappal később megbeszélést szerveztek vele, hogy beszerezzék az eladási megrendelést. A Sportcikkek osztályának jóváhagyása érdekében Quinn azt javasolta, hogy Atari mutassa be a játékot a chicagói vezetőknek. Alcorn és Lipkin a Sears-toronyba utaztak, és annak ellenére, hogy az épület tetején található antennával kapcsolatban a játékkal azonos csatornán sugárzott technikai nehézségek merültek fel, jóváhagyást kaptak. Bushnell elmondta a Quinn-nek, hogy a karácsonyi szezonra 75 000 darabot tud előállítani; Quinn azonban az összeg dupláját kérte. Bár Bushnell tudta, hogy Atarinak nincs kapacitása 150 000 darab gyártására, egyetértett vele. Az Atari a kockázatitőke-befektető Don Valentine által megszerzett finanszírozás révén új gyárat szerzett. Jimm Tubb felügyelete alatt a gyár teljesítette a Sears megrendelést. Az első gyártott egységeket Sears "Tele-Games" névvel látták el. Az Atari később, 1976-ban, saját márkanév alatt adott ki egy verziót.

## Kulturális szerepe
A játék szerepelt több amerikai televíziós műsorban, köztük a Azok a 70-es évek show című televíziós sorozatban, a Texas királyai rajzfilmsorozatban és a Saturday Night Live késő esti komédiaműsorban. 2006-ban egy American Express reklámfilmben Andy Roddick teniszező egy teniszmérkőzésen a játékból ismert fehér színű ütő ellen játszott.
Más videójátékok is hivatkoztak és parodizálták Pongot; például a Commodore 64 számítógépre készült Neuromancer és az Xbox 360 játékkonzolon játszható Banjo-Kazooie: Nuts & Bolts.
A Video Games Live koncertesemény Pong hangját adta elő egy különleges retro „Classic Arcade Medley” részeként. Frank Black amerikai dalszerző Teenager of the Year elnevezésű albumán pedig szerepel egy dal, amelynek címe „Whatever Happened to Pong?”.
A holland Buro Vormkrijgers designstúdió szórakoztató projektként Pong témájú órát hozott létre irodáikban. Miután a stúdió úgy döntött, hogy kiskereskedelemben gyártja, az Atari 2006 februárjában jogi lépéseket tett. A két vállalat végül megállapodást kötött, amelyben a Buro Vormkrijgers korlátozott számban tud licenc alapján előállítani.
1999-ben Pierre Huyghe francia művész létrehozott egy installációt "Atari Light" címmel, amelyben két ember kézi játékeszközökkel játszik Pongot egy megvilágított mennyezeten. A művet a velencei biennálén mutatták be 2001-ben, és a Museo de Arte Contemporáneo de Castilla y León 2007-ben. A játék bekerült a londoni Barbican Art Gallery 2002-es Game On című kiállításába, amely a videojátékok történetének, fejlődésének és kultúrájának különféle aspektusait kívánta bemutatni.